# Sofia Muratova
Sofia Ivanovna Muratova, em russo: Софья Ивановна Муратова, (Leningrado, 13 de julho de 1929 - Moscou, 25 de setembro de 2006) foi uma ginasta que competiu em provas de ginástica artística pela extinta União Soviética. 
Entre seus principais êxitos estão oito medalhas olímpicas e cinco mundiais, com destaque para o bicampeonato olímpico por equipes e o tricampeonato coletivo mundial. Apesar das oito medalhas individuais entre as duas competições, não venceu nenhum dos eventos. Nacionalmente, conquistou 39 medalhas, entre elas o tetracampeonato individual geral.
Inserida na seleção soviética em 1949, teve uma carreira de dezesseis anos. Casada com o também ginasta Valentin Muratov, faleceu em 2006, aos 77 anos de idade.

## Carreira
Ao lado da irmã, Sofia passou dois anos mudando de cidade, após o bloqueio de Leningrado, em 1941. Radicada então na cidade de Kuibyshev, ingressou na Escola Infantil de Esportes da cidade. Três meses depois, participou de uma competição local, no qual terminara na 21ª colocação. Retornou, no ano seguinte, à sua cidade natal, na qual continuou a treinar no Young Pioneers Stadium. Em 1945, tornou-se uma ginasta nacional júnior. Quatro anos mais tarde, ingressou na seleção sênior do país. Em 1951, casou-se com o ginasta Valentin Muratov, com quem teve o primeiro filho, Sergey, no ano seguinte. Em 1952, não pôde disputar os Jogos Olímpicos de Helsinque, devido a uma lesão na perna, e, em 1954, quebrou a mão durante o Mundial de Roma. Isso fez com que seu marido declarasse que conquistaria uma medalha em nome dela, e acabou vencendo a disputa do individual geral. Em 1960, Muratova lesionou-se novamente, mas não ficou de fora dos Jogos de Roma. No ano seguinte, teve seu segundo filho, Andrei. Em 1962, voltou aos treinos e disputou uma nova edição mundial. Dois anos mais tarde, qualificou-se como suplente para as Olimpíadas de Tóquio. Após, encerrou a carreira.
Ao longo de sua carreira enquanto ginasta, Sofia alcançou treze medalhas internacionais e 39 em campeonatos nacionais soviéticos, destacado o bicampeonato de 1954 e 1955. Em Jogos Olímpicos, sua estreia foi em 1956, nas Olimpíadas de Melbourne. Ao lado de Larissa Latynina e Polina Astakhova, foi a medalhista de bronze nos aparelhos portáteis e tornou-se campeã por equipes, resultado repetido na edição seguinte, quando as soviéticas superaram a equipe tcheca de Věra Čáslavská e Eva Bosáková. Nos Jogos de Roma, a ginasta ainda subiu ao pódio por três vezes, individualmente: no concurso geral, superada pela compatriota Latynina, encerrou o evento com a medalha de prata; nos aparelhos, conquistou a prata no salto sobre o cavalo e o bronze na trave. Em edições do Campeonato Mundial, foi tricampeã por equipes, em Roma 1954, Moscou 1958 e Praga 1962. Em Moscou ainda fora medalhista de prata no salto - ao empatar com as compatriotas Lidia Kalinina e Tamara Manina - e na trave, ambas conquistadas por Latynina. Apesar das conquistas e da longa carreira, nunca disputou um Campeonato Europeu.
Em 1965, um ano após aposentar-se das competições, tornou-se treinadora. Sua mais bem sucedida pupila foi Olga Karasyova, medalhista olímpica, mundial e europeia. Em 1999, afastou-se em definitivo do desporto. Sete anos mais tarde, faleceu em 25 de setembro. Seu marido de cinquenta anos, morreu no mês seguinte.

## Principais resultados
| Ano  | Evento                                    | AA                | Equipe            | Salto sobre o cavalo | Trave             | Barras assimétricas | Solo              |
| ---- | ----------------------------------------- | ----------------- | ----------------- | -------------------- | ----------------- | ------------------- | ----------------- |
| 1949 | Campeonato Nacional Soviético             |                   |                   | Medalha de ouro      |                   |                     | Medalha de prata  |
| 1950 | Campeonato Nacional Soviético             |                   |                   | Medalha de ouro      |                   | Medalha de ouro     | Medalha de prata  |
| 1951 | Campeonato Nacional Soviético             | Medalha de bronze |                   |                      |                   |                     |                   |
| 1954 | Campeonato Mundial de Ginástica Artística |                   | Medalha de ouro   |                      |                   |                     |                   |
| 1954 | Campeonato Nacional Soviético             | Medalha de ouro   |                   |                      | Medalha de ouro   | Medalha de prata    | Medalha de prata  |
| 1955 | Campeonato Nacional Soviético             | Medalha de ouro   |                   |                      | Medalha de ouro   | Medalha de bronze   | Medalha de ouro   |
| 1955 | Copa Soviética                            | Medalha de ouro   |                   |                      |                   |                     |                   |
| 1956 | Campeonato Nacional Soviético             | Medalha de prata  |                   |                      | Medalha de ouro   | Medalha de bronze   |                   |
| 1956 | Jogos Olímpicos                           | Medalha de ouro   | Medalha de bronze |                      |                   |                     | Medalha de bronze |
| 1957 | Campeonato Nacional Soviético             | Medalha de ouro   |                   | Medalha de ouro      | Medalha de ouro   | Medalha de ouro     | Medalha de prata  |
| 1958 | Campeonato Mundial de Ginástica Artística |                   | Medalha de ouro   | Medalha de prata     |                   | Medalha de prata    |                   |
| 1958 | Campeonato Nacional Soviético             | Medalha de prata  |                   | Medalha de ouro      | Medalha de bronze |                     | Medalha de bronze |
| 1959 | Campeonato Nacional Soviético             | Medalha de prata  |                   | Medalha de ouro      | Medalha de prata  |                     |                   |
| 1960 | Campeonato Nacional Soviético             | Medalha de ouro   |                   |                      | Medalha de bronze | Medalha de ouro     |                   |
| 1960 | Jogos Olímpicos                           | Medalha de prata  |                   | Medalha de ouro      | Medalha de bronze |                     | Medalha de bronze |
| 1962 | Campeonato Mundial de Ginástica Artística |                   | Medalha de ouro   |                      |                   |                     |                   |
| 1962 | Campeonato Nacional Soviético             | Medalha de prata  |                   |                      |                   |                     |                   |
| 1963 | Campeonato Nacional Soviético             | Medalha de ouro   |                   | Medalha de bronze    | Medalha de bronze | Medalha de prata    |                   |
| 1963 | Copa Soviética                            | Medalha de prata  |                   |                      | Medalha de prata  | Medalha de bronze   |                   |
| 1964 | Campeonato Nacional Soviético             |                   |                   |                      | Medalha de prata  | Medalha de bronze   |                   |
| 1964 | Copa Soviética                            | Medalha de ouro   |                   |                      |                   |                     |                   |